# Louis Anseaume
Louis Anseaume (Parigi, 1721 – Parigi, 7 luglio 1784) è stato un drammaturgo francese.
Suggeritore e ripetitore al Théâtre italien de Paris, fu sottodirettore del Théâtre national de l'Opéra-Comique e scrisse una quarantina di testi teatrali, spesso in collaborazione con Charles-Simon Favart, tra cui:
- Les Deux chasseurs et la Laitière (1763), musica di Duni
- Le Tableau parlant (1769), musica di Grétry
- La Clochette (1766), musica di Duni
- Le Peintre amoureux de son modèle (1757), musica di Duni.

Fu uno dei padri dell'opéra-comique francese.